# یو کیمورا
یو کیمورا (ژاپنی: 木村 裕؛ زادهٔ ۳ ژوئن ۱۹۹۴) یک بازیکن فوتبال اهل ژاپن است.
از باشگاه‌هایی که در آن بازی کرده‌است می‌توان به باشگاه فوتبال کاشیوا ریسول، باشگاه فوتبال و-واران ناگاساکی و باشگاه فوتبال کاتالر تویاما اشاره کرد.